# Pisinemo (Arizona)
Pisinemo es un lugar designado por el censo ubicado en el condado de Pima en el estado estadounidense de Arizona. En el Censo de 2010 tenía una población de 321 habitantes y una densidad poblacional de 54,62 personas por km².

## Geografía
Pisinemo se encuentra ubicado en las coordenadas 32°2′6″N 112°19′9″O / 32.03500, -112.31917. Según la Oficina del Censo de los Estados Unidos, Pisinemo tiene una superficie total de 5.88 km², de la cual 5.88 km² corresponden a tierra firme y (0%) 0 km² es agua.

## Demografía
Según el censo de 2010, había 321 personas residiendo en Pisinemo. La densidad de población era de 54,62 hab./km². De los 321 habitantes, Pisinemo estaba compuesto por el 0.62% blancos, el 0% eran afroamericanos, el 98.44% eran amerindios, el 0% eran asiáticos, el 0% eran isleños del Pacífico, el 0% eran de otras razas y el 0.93% pertenecían a dos o más razas. Del total de la población el 5.92% eran hispanos o latinos de cualquier raza.